# キム・クロスビー
キム・クロスビー FRSGS（英語: Kim Crosbie, ____年–）は、持続可能な南極観光と生態系保全の研究者で国際南極旅行業協会（IAATO）元事務局長。極地に関わる活動歴は1991年以来である。

## 青年期と教育
スコットランドのエジンバラ出身のクロスビーは、アバディーン大学で地理学の学士号を取得する。大学院は1991年ケンブリッジ大学スコット極地研究所（SPRI＝英語:  Scott Polar Research Institute）に進むとカナダ北極圏の環境保護を研究、哲学修士号（M.Phil）を授与される。その後は南極の旅行者が訪れる地域を対象に生態系モニタリングと管理に焦点を当て、博士号を得た。フィールド調査の対象地に選んだ南極半島沖のキュバービル島（Cuverville Island）はジェンツーペンギンの繁殖地であり、4,500羽のペアに囲まれ、文明から隔絶された仮設の野営地で極地の夏季をのべ3回過ごし、論文を整えた。この間の2シーズン、クロスビーは小規模な野営地のリーダーを務めた。
博士号課程をおさめたクロスビーは観光管理の分野にとどまると、南北両極地で複数回のツアーのリーダーとして旅行者を案内、主に洋上で学生や映画製作者、小説家や芸術家、あるいは極地に関心が強く持続可能な形で体験したがる人々のグループを支えた。その体験に裏打ちされた持論として、南極の観光プログラムと持続可能性が「観光客を巻きこみ、より大きな目標への貢献に加わってもらうことから生まれる付加価値と南極体験」について解説した。

## 職歴と影響力
極地における職歴の第一歩は、ケンブリッジ大学セント・キャサリンズ・カレッジ大学院生として1991年に同学スコット南極研究所に入ったときに始まり、当初はカナダの北極圏で働く。寒冷地好きはスコットランド育ちで培われたという。国際南極旅行業協会（IAATO）に環境管理者として2005年に参加すると、その後、業務部長を経て2013年には事務局長に任命される。その職責において持続可能な観光による成長をIAATOの戦略的計画に織りこみ、成長管理に取り組んでいる。
そのかたわらIAATOの活動対象として南極観光にかかわる南極条約締結国、あるいは国際海事機関を含むその他の政府機関にどう働きかけるか指揮をしてきた（たとえば極地コードの策定段階から関与して2014年採択を実現）。
さまざまな科学者や市民団体代表と組んで科学論文を発表し書籍を作り、そこから進展して南極大陸および南極周辺の小島サウスジョージア島を現場に、観光地のガイドライン一式を開発、一方で野生生物に接する観光に関する指針を提言し、無人航空機（UAV）などの新技術を導入した。他方で市民科学、普及啓発や教育の課題にも言及している。
「これは挑戦というよりもチャンス。市民科学者という存在が南極の保護継続を広める大使に育つこと、ソーシャルメディアほかの空間で教育機会を展開すること」
現在は私企業2社の取締役会長の職にあり、イギリス南極遺産信託（ United Kingdom Antarctic Heritage Trust）と新カレドニア公益信託（Noble Caledonia Charitable Trust）の管財人を務める。

## 栄誉栄典
2016年、クロスビーは南北両極および南極圏に関わる知識によせた貢献に対し、極地メダルを授かり、また王立スコットランド地理協会名誉フェロー（FRSGS＝ Royal Scottish Geographical Society）に選ばれた。

## 主な著作
発行日の降順
- Chown, S. L.; Lee, J. E.; Hughes, K. A.; Barnes, J.; Barrett, P. J.; Bergstrom, D. M.; Convey, P.; Cowan, D. A. et al. (2012-07-13). “Challenges to the Future Conservation of the Antarctic” (英語). Science 337 (6091):  158–159. Bibcode: 2012Sci...337..158C. doi:10.1126/science.1222821. ISSN 0036-8075. PMID 22798586.
- Chown, Steven L.; Huiskes, Ad H. L.; Gremmen, Niek J. M.; Lee, Jennifer E.; Terauds, Aleks; Crosbie, Kim; Frenot, Yves; Hughes, Kevin A. et al. (2012-03-27). “Continent-wide risk assessment for the establishment of nonindigenous species in Antarctica” (英語). Proceedings of the National Academy of Sciences 109 (13):  4938–4943. Bibcode: 2012PNAS..109.4938C. doi:10.1073/pnas.1119787109. ISSN 0027-8424. PMC 3323995. PMID 22393003.
- Poncet, Sally, and Kim Crosbie. A visitor's guide to South Georgia. Princeton University Press, 2012.
- Williams, Rob, and Kim Crosbie. "Antarctic whales and Antarctic tourism." Tourism in Marine Environments 4, no. 2-1 (2007): 195-202.
- Crosbie, Kim. "Monitoring and management of tourist landing sites in the Maritime Antarctic." 博士論文, University of Cambridge, 1998.